# Cleistocactus capadalensis
Cleistocactus capadalensis es una especie de planta suculenta perteneciente al género Cleistocactus, dentro de la familia Cactaceae. Es endémica de Bolivia.

## Descripción
Cleistocactus capadalensis es una especie de cactus con tallos columnares ascendentes o decumbentes que se ramifican desde la base y miden de 1 a 1,5 m de largo y de 3 a 5 cm de diámetro.    
Presenta de 13 a 18 costillas sobre las que se asientan areolas separadas de 5 a 8 mm. Tienen de 8 a 12 espinas  de color amarillo brillante, destacando las 2 o 3 espinas centrales, más gruesas y más largas, de hasta 3 cm de largo. 
Las flores son rectas, tubulares y se dirigen hacia arriba en un ligero ángulo. Miden de 2,5 a 3,5 cm de largo y 0,8 cm de diámetro, y al igual que la mayoría de las especies del género, las flores apenas se abren. Son de color rojo, con los lóbulos del estigma verdes y las anteras magentas. 
El fruto es globoso y mide aproximadamente 1 cm de diámetro, con restos florales persistentes.  Inicialmente es de color verde y cuando madura pasa a ser de color rojo. 

## Distribución y hábitat
El área de distribución nativa de esta especie es Bolivia (concretamente el departamento de Chuquisaca) y crece principalmente en el bioma desértico o de matorral seco, a altitudes de 2.000 a 2,500 m. s. n. m. 

## Taxonomía
Cleistocactus capadalensis fue descrita por el botánico alemán Friedrich Ritter y publicada por primera vez en el libro Kakteen in Südamerika 2: 677 en 1980.
Etimología
- Cleistocactus: nombre genérico que deriva de la combinación de la palabra griega kleistos (que significa 'cerrado'), y cactus (término latino que alude a las plantas del género Cactaceae), haciendo referencias a que son cactus con flores cerradas, ya que en algunas especies apenas se abren y parecen estar cerradas.[3]
- capadalensis: epíteto geográfico que hace referencia a Capadala en la garganta del río Pilcomayo (Bolivia), lugar donde se descubrió la especie.[4]

## Usos
Se cultiva principalmente como planta ornamental y su propagación se realiza a través de esquejes o semillas.